# Вакутейнер

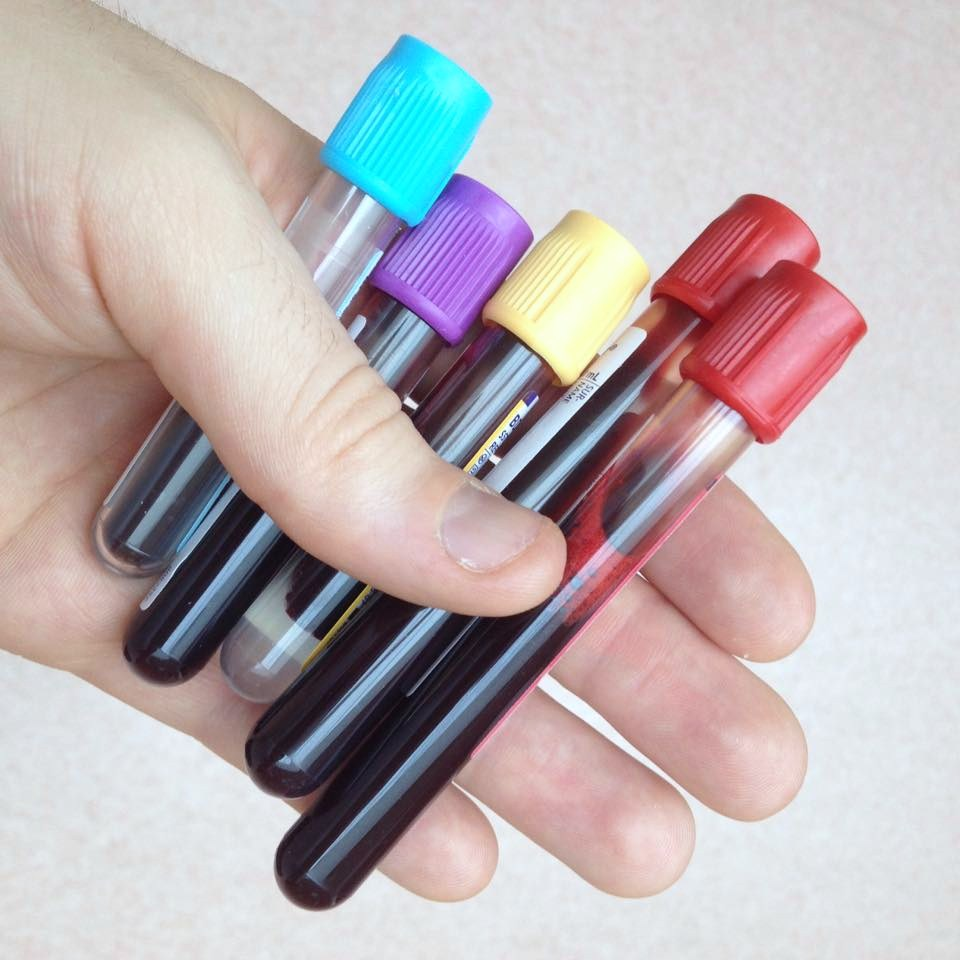
Вакутайнеры с образцами забранной крови

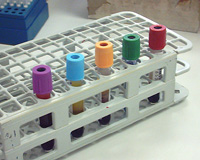
Ряд пробирок вакутейнера, содержащих кровь

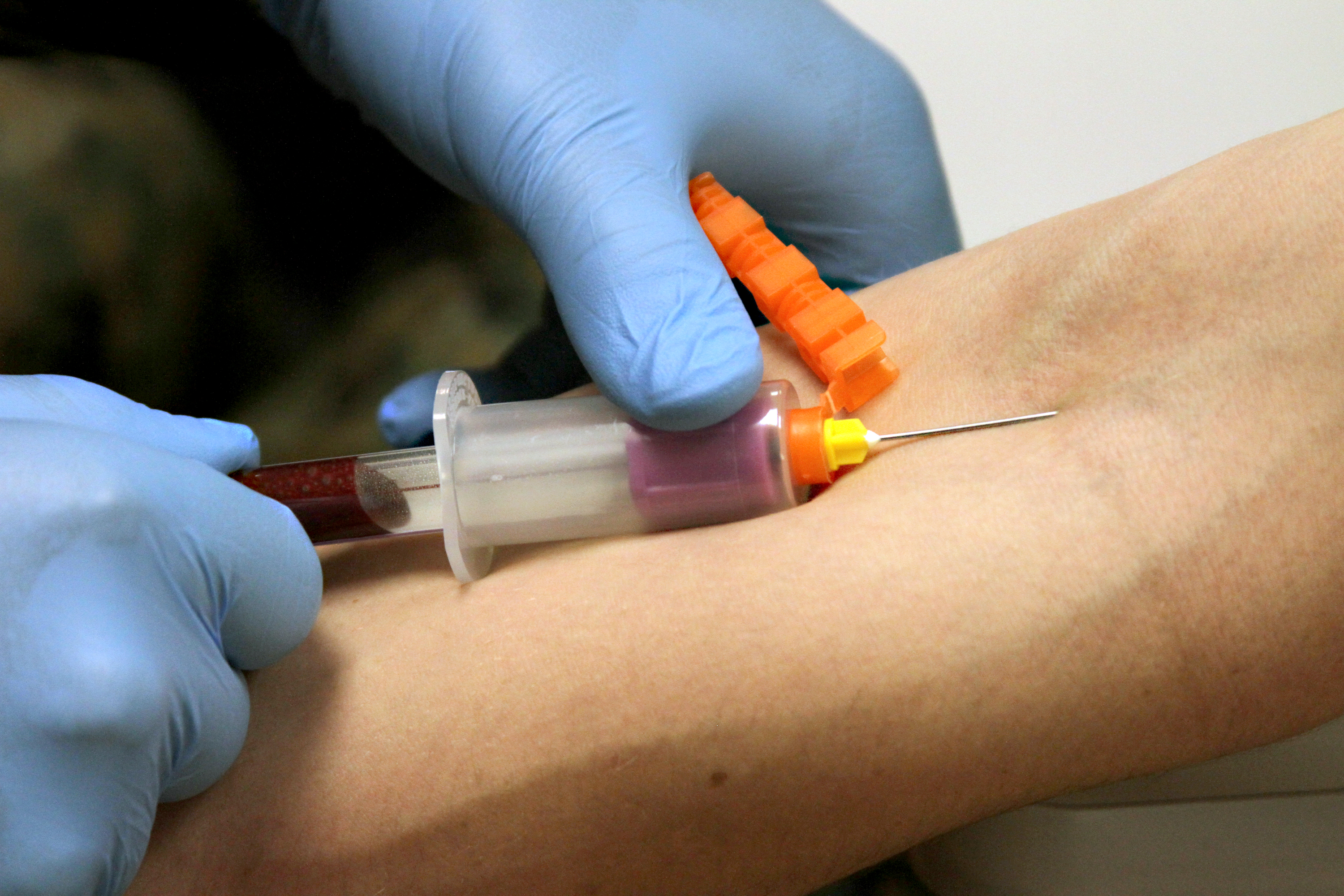
Взятие крови с помощью вакутейнера. Прозрачный пластиковый иглодержатель облегчает венепункцию, присоединение и отсоединение пробирки от иглы. Оранжевый щиток накрывает иглу после её извлечения из пациента, чтобы защитить от случайных уколов иглой.

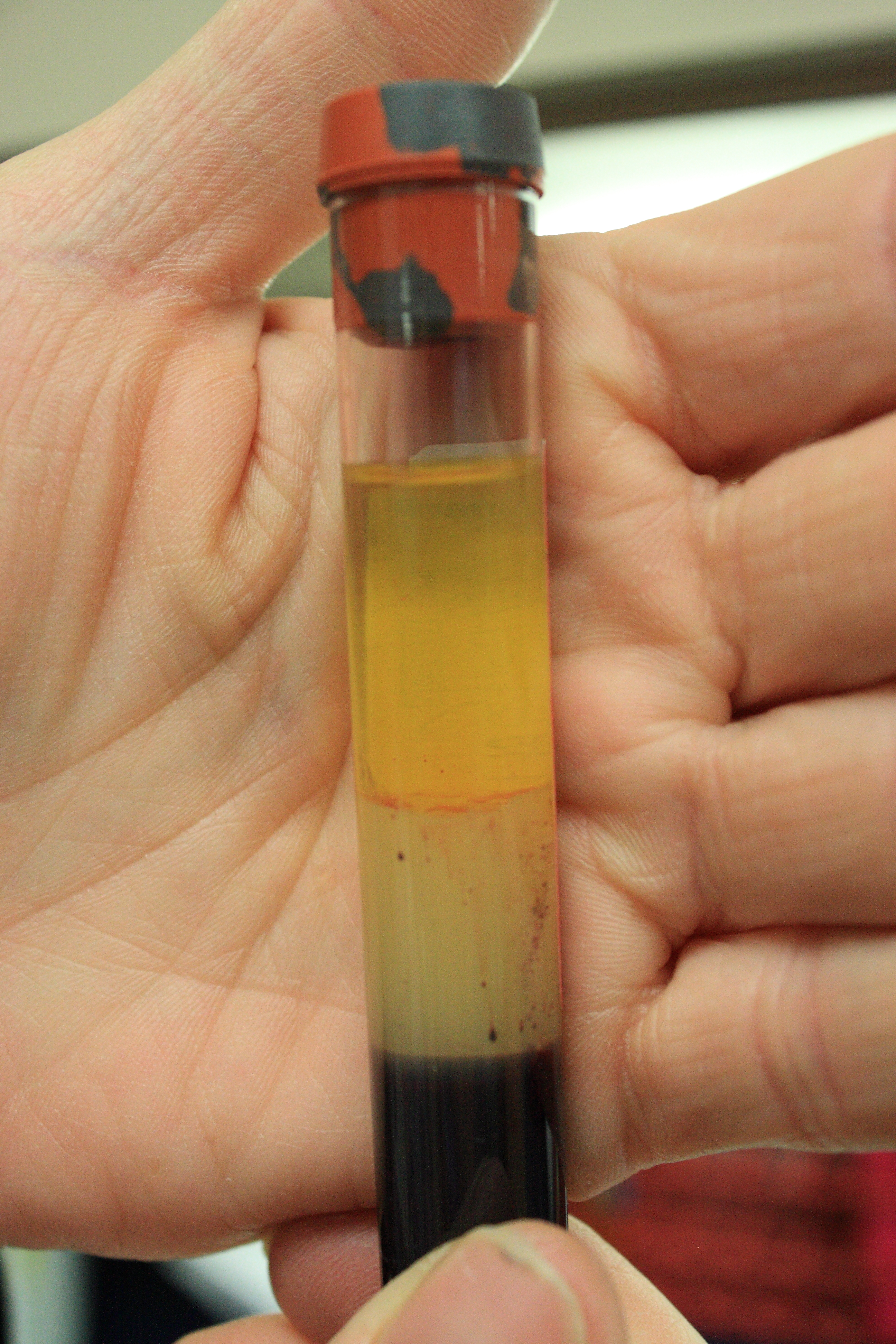
Средний слой в пробирке - стерильный гель, который разделяет кровь от сыворотки.

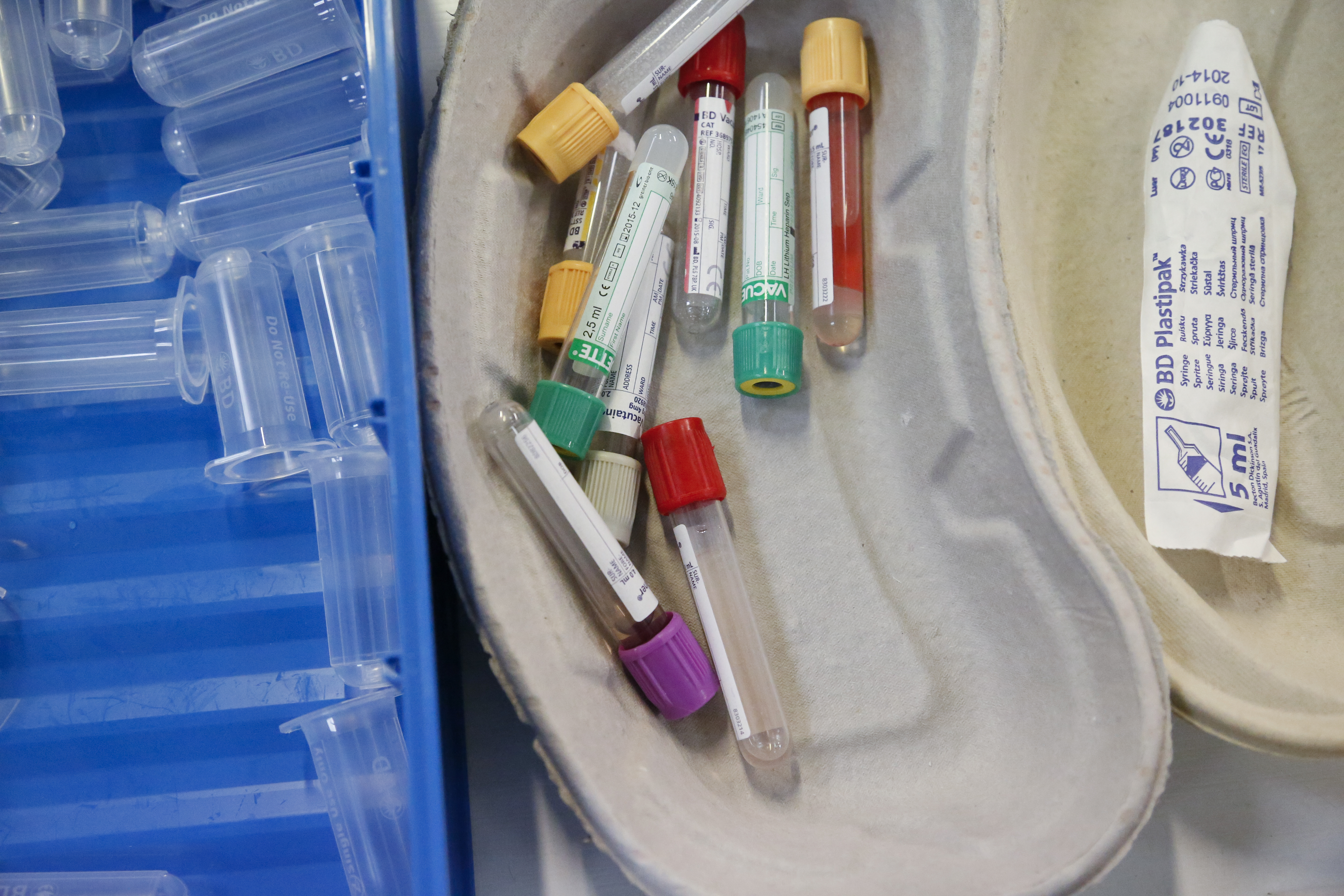
Пробирки для сбора крови являются одними из основных предметов медицинского назначения, доставляемых в рамках программ помощи при бедствиях в пострадавшие районы.

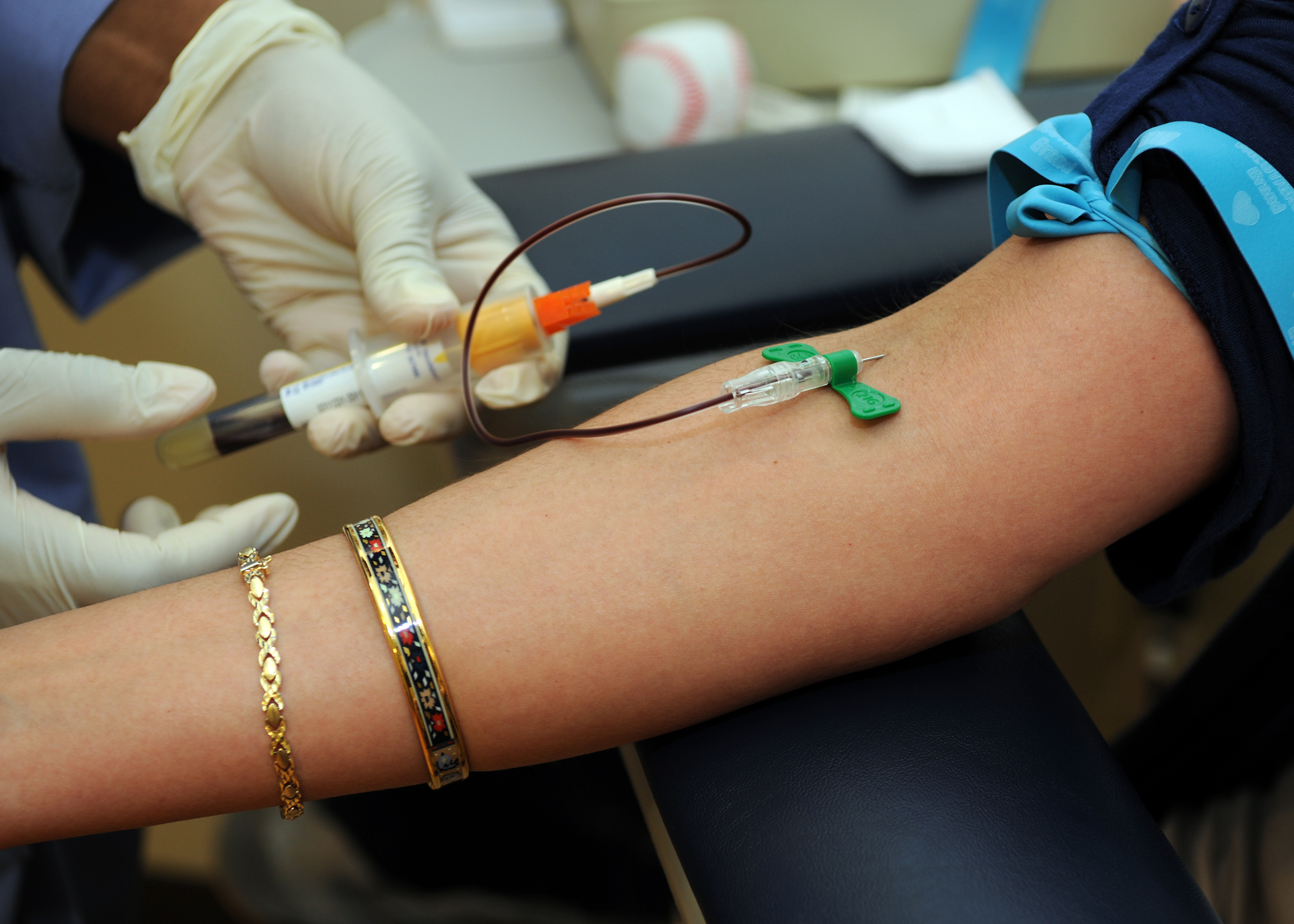
Отбор крови в вакуумную пробирку с использованием иглы-бабочки и гибкого переходника

Вакуумная пробирка (известная также как вакуте́йнер или вакута́йнер – от англ. Vacutainer) — одноразовое приспособление, предназначенное для забора проб венозной крови. Название Vacutainer является зарегистрированной торговой маркой компании Becton Dickinson International (США).
Пробирки изготавливаются из пластика (полиэтилентерефталат), силиконизированы и содержат внутри дозированный вакуум и различные реагенты для забираемой крови. Для забора крови в вакутайнер применяется специальная двухсторонняя полая игла с канюлей навинчиваемой на пластиковый иглодержатель, игла снабжена односторонним клапаном. Длинной частью иглы производится венепункция, короткой частью прокалывание пробки пробирки.
Обеспечивает быструю скорость забора крови, использования нескольких пробирок вакутейнера без необходимости повторного введения в кровеносный сосуд иглы. Данная система также обеспечивает оптимальные условия для транспортировки забранного материала крови, высокий уровень безопасности для медицинского персонала, простоту дальнейшей маркировки пробирок с помощью индивидуальных штрихкодов, исключает вероятность контакта забранного образца крови с окружающей средой.

## Классификация
Вакутейнеры различаются по ряду признаков:
- Назначению (биохимическое исследование крови, гематологическое исследование, коагулограмма и т. д.)
- Объему пробирки. Значение объема пробирки характеризует не размер пробирки, а количество (объем) забираемой крови[4]. Наиболее распространённые объёмы — 2,7; 4; 4,5 и 8 мл.
- Размер пробирки (наиболее распространенные 13×75 мм, 13×100 мм, 16×100 мм).
- Цвету колпачка. По цвету определяется наполнитель-реагент, который содержится в вакутайнере, и наличие геля.

## Принцип действия
Вначале вена прокалывается медицинской иглой, которая соединена с полупрозрачным пластиковым колпачком. Игла двусторонняя, и её второй конец покрыт безопасным колпачком. Когда пробирка Vacutainer вдвигается внутрь колпачка, вторая сторона иглы прокалывает резиновую крышку пробирки, и разность давления между кровеносным сосудом и вакуумом в пробирке заставляет кровь поступать по игле. Также можно убрать пробирку, а на её место поставить другую, таким же способом. Очень важно убрать пробирку перед извлечением иглы, так как в ней всё ещё может сохраняться остаточное всасывающее давление, которое вызывает боль при извлечении.
Пробирки покрыты цветной пластиковой крышкой. Они часто включают в себя дополнительные вещества, которые при взятии смешиваются с кровью, и цвет пластиковой крышки указывает на то, какое вещество добавлено в пробирку.
Для пробирок со стандартным значением вакуума колпачки делаются непрозрачными. Пробирки с полупрозрачным верхом содержат меньшей величины вакуум при тех же размерах пробирки, вследствие будет получен меньший объём крови. Уменьшение всасывания делает их более подходящими для небольших вен, так как стандартная величина вакуума может вызвать разрушение вен у пожилых людей либо у людей с хрупкими сосудами. В этом случае взамен нужно использовать шприц.

## Содержимое пробирок
Пробирки могут содержать дополнительные вещества, которые сохраняют кровь для обработки в медицинской лаборатории. Использование неправильной пробирки может привести к непригодности образца для исследований. Эти вещества, как правило, тонкой плёнкой нанесены с помощью ультразвукового сопла, процесс можно наблюдать на видео: Blood Collection Tube Coating Video.
Вещества могут включать в себя антикоагулянты (ЭДТА, цитрат натрия, гепарин) или гель с промежуточной плотностью между клетками крови и плазмой крови. Кроме того, некоторые пробирки содержат вещества, которые сохраняют определённые химические соединения или компоненты крови, например глюкозу. Когда пробирка центрифугируется, клетки крови оседают на дне, покрытом слоем геля, а сыворотка остаётся наверху. Гель в пробирке препятствует смешиванию клеток крови с сывороткой при опрокидывании во время транспортировки. Когда пробирка, содержащая антикоагулянт, центрифугируется, получается полупрозрачная жидкость — плазма, которая содержит факторы свертывания крови.
Значения различных цветов являются стандартными для производителей.
Порядок создания относится к последовательности, в которой эти пробирки должны быть заполнены. Иглы, которые прокалывают пробирки могут перенести часть материала из одной пробирки в следующую. Последовательность стандартизирована таким образом, что любое перекрёстное загрязнение не будет влиять на результаты лабораторных исследований.

### Пробирки, содержащие коагулянты
- Золотые или красно-серые пробирки известные, как «тигр-пробирки» содержат активатор свертывания крови и гель — используются для разделения сыворотки крови.
- Красный колпачок на пробирке обозначает, что данная пробирка также имеет активатор и используется для сбора сыворотки для тестирования на наличие инфекционных заболеваний, или рутинного скрининга донорской крови.
- Оранжевый или серо-жёлтый резиновый верх у пробирки содержит тромбин, который используется в качестве быстрого активатора материала, используемые для тестирования сыворотки — применяется при экспресс-диагностике.

### Пробирки, содержащие антикоагулянты
- Лаванда или розовый резиновый верх пробирки содержит добавку под названием этилендиаминтетрауксусная кислота (ЭДТА), или соль калия. Эта пробирка используется для углубленных анализов крови, необходимых для банков крови.
- Голубой верх пробирки содержит цитрат, который является обратимым антикоагулянтом. Эта добавка будет разжижать кровь и используется для функционального анализа тромбоцитов на свертывание.
- Зелёные пробирки содержат натрий или литий гепарин, и используется в химии для получения плазмы для биохимического анализа.
- Светло-зелёный или серо-зелёный верх пробирки похож на зелёную пробирку для определения плазмы. Разница в том, что эта трубка содержит литий гепарин и гель для разделения плазмы.
- Серый верх пробирки содержит оксалат калия и фторид натрия и используется для определения глюкозы.
- Тёмно-синий верх содержит гепарин натрия, а также может содержать ЭДТА. Он используется для определения следов металла в крови.
- Чёрная крышка — пробирки с цитратом натрия для определения СОЭ (скорости оседания эритроцитов)[4].

### Другие пробирки
- Красный (стекло) верх у пробирки, которая не содержит никаких добавок, используется для анализа на присутствие антител или наркотических веществ.
- Светло-жёлтый верх содержит полинетол сульфаната натрия (ПСН) или кислый цитрат декстрозы. Эта пробирка используется для исследований для банка крови, человеческого лейкоцитарного антигена (HLA) фенотипирования, ДНК и отцовства.
- Пробирка с белым верхом содержит ЭДТА с гелем и используется в молекулярном диагностическом тестировании, включающем исследование полимеразной цепной реакции (ПЦР) или разветвлённую амплификацию ДНК.